# Puy Bataillouse
Le puy Bataillouse est un sommet culminant à 1 677 mètres d'altitude dans les monts du Cantal. Il constitue le point de rencontre et de séparation des cirques glaciaires des vallées de l'Alagnon (commune de Laveissière), de la Santoire (commune de Lavigerie) et de la Jordanne (commune de Mandailles-Saint-Julien).

## Géographie
Le puy Bataillouse se situe dans la partie orientale du stratovolcan du Cantal en position dominante au-dessus des vallées de l'Alagnon, de la Santoire et de la Jordanne. Comme beaucoup de sommets proches (téton de Vénus, Bec de l'Aigle, puy de Seycheuse), il est formé d'un empilement de coulées trachyandésitiques, témoins des phases d'activité très violentes qu'a connues le stratovolcan entre 8,5 et 6,5 Ma.
Lorsque les conditions météorologiques sont favorables, on découvre tous les monts du Cantal ainsi que les monts Dore.
Du haut de ses 1 677 mètres d'altitude, il domine :
- à l'est : le téton de Vénus ;
- au sud-est : le cirque glaciaire de Font d'Alagnon où l'Alagnon prend sa source et la forêt du Lioran ;
- au sud : le col de Rombière ;
- à l'ouest : le cirque glaciaire de la vallée de la Jordanne ;
- au nord : le col de Cabre et le cirque glaciaire de la vallée de la Santoire.

## Accès
- Depuis le col de Cabre